# Zrnati endoplazemski retikulum
Zrnati endoplazemski retikulum, tudi granularni endoplazemski retikulum (GER) ali ergastoplazma, je del endoplazemskega retikuluma, ki ima na svoji površini vezane ribosome in je mesto sinteze membranskih in sekrecijskih beljakovin.
Zrnati endoplazemski retikulum imenujemo tako, ker mu dajejo ribosomi na površini zrnast videz. Zrnati ER so tesno povezani z jedrom (zunanja jedrna ovojnica se nadaljuje kot retikulum), na drugi strani pa so povezani tudi z Golgijevim aparatom (v katerega se prenašajo beljakovine, proizvedene na ribosomih).
Zrnati endoplazemski retikulum zavzema več prostornine v celicah, ki so specializirane za sintezo beljakovin, kot na primer: celice, ki izločajo prebavne encime (npr. trebušna slinavka), in celice, ki izločajo protitelesa (npr. plazmatke).